# DFL-Ligapokal
Der DFL-Ligapokal (offiziell ab 2005 Premiere Ligapokal, bis 2004 DFB-Ligapokal) war ein von 1997 bis 2007 bestehender Fußball-Wettbewerb in Deutschland, der als gut einwöchiges Mini-Turnier vor Beginn der Bundesliga-Saison im Zeitraum von Mitte Juli bis Anfang August ausgetragen wurde.
Obwohl es sich um den drittwichtigsten Titel im nationalen Vereinsfußball nach dem Gewinn der Deutschen Meisterschaft und des DFB-Pokals handelte, war die sportliche Bedeutung des Wettbewerbs gering. Finanziell war die ab 2005 nach seinem Titelsponsor Premiere offiziell Premiere Ligapokal genannte und mit einem Preisgeld von insgesamt 5,2 Millionen Euro dotierte Veranstaltung für die teilnehmenden Vereine jedoch recht attraktiv.
Einen Ligapokalwettbewerb gab es bereits in der Saison 1972/73. Sieger dieses einmalig zur Überbrückung der wegen der Olympischen Spiele in München verlängerten Sommerpause  ausgetragenen Turniers wurde der Hamburger SV. Ein weiterer direkter Vorläufer des Wettbewerbs war der Fuji-Cup.

## Geschichte

### Ligapokal-Wettbewerb 1972/73 wegen Olympia
In der Saison 1972/73 wurde erstmals ein Ligapokal-Wettbewerb ausgetragen. Mit dem damals stattfindenden Turnier sollte die aufgrund der Olympischen Spiele von München bis Mitte September verlängerte Sommerpause überbrückt werden. Die 32 Teilnehmer wurden in acht regionale Vorrundengruppen aufgeteilt, die in einer während der Sommerpause stattfindenden Hin- und Rückrunde ihren jeweiligen Sieger ausspielten, welcher sich für das Viertelfinale qualifizierte. Nachdem sich der spätere Ligapokalsieger Hamburger SV während der im Laufe der Restsaison stattfindenden Viertel- und Halbfinalbegegnungen zunächst gegen Eintracht Braunschweig und dann gegen Schalke 04 durchsetzte, besiegte er im Finale am 6. Juni 1973 Borussia Mönchengladbach mit 4:0.

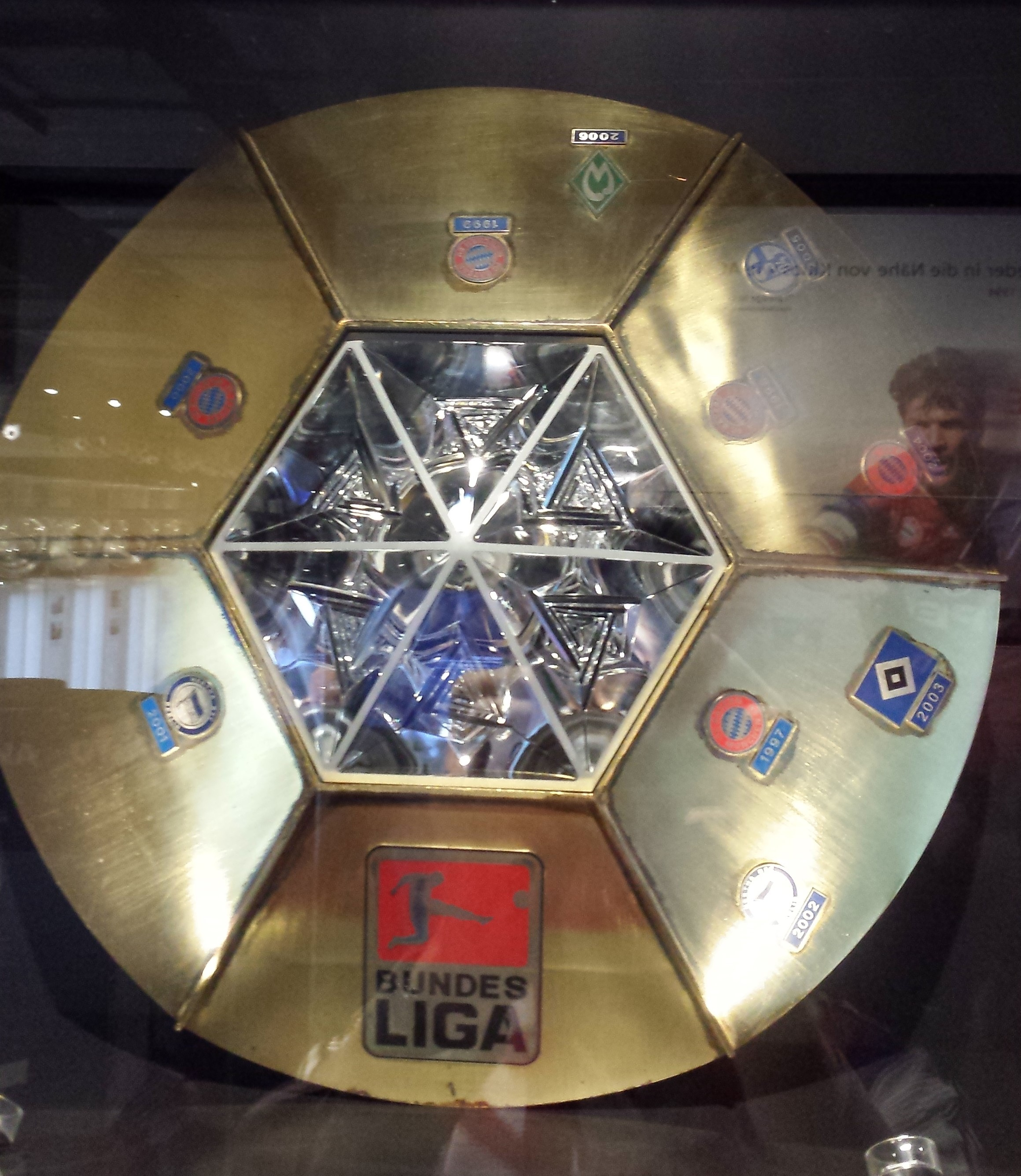
Replik der offiziellen DFL-Trophäe

### Wiedereinführung 1997
Bis zur Wiedereinführung eines Ligapokals im Jahre 1997 wurden der DFB-Supercup, welcher von 1987 an unmittelbar vor Saisonbeginn zwischen dem Deutschen Meister und dem DFB-Pokalsieger ausgespielt wurde, sowie der ab 1986 als inoffizielles Vorbereitungsturnier während der Sommerpause in kleineren Städten der „Fußballprovinz“ stattfindende Fuji-Cup ausgetragen. Da der Fuji-Cup im Laufe der Zeit in eine Dimension vorstieß, die der offizielle Supercup des DFB noch nicht erreicht hatte, wurde vom DFB zunächst eine Klausel eingeführt, die festlegte, dass Pokalsieger und Meister nicht gleichzeitig zum Fuji-Cup-Turnier eingeladen werden, um so ein vorzeitiges Supercupspiel zu vermeiden. Zur Saison 1997/1998 wurden die beiden Wettbewerbe schließlich durch den neu geschaffenen DFB-Ligapokal ersetzt. Den Pokal gestaltete das Atelier Munsteiner.
Das erste Turnier begann gleich mit einer Überraschung, als der Karlsruher SC in der Vorrunde den Favoriten Bayer 04 Leverkusen mit 2:2 nach 90 Minuten und 6:5 im Elfmeterschießen besiegte. Im Halbfinale scheiterte der KSC dann allerdings am Pokalsieger VfB Stuttgart. Das zweite Halbfinale entschied Meister FC Bayern München mit 2:0 gegen Borussia Dortmund für sich, sodass das erste Finale des Ligapokals VfB Stuttgart gegen Bayern München lautete. Im Leverkusener Ulrich-Haberland-Stadion (heute BayArena) sahen die Zuschauer ein abwechslungsreiches Finale, in dem der kurz zuvor von Stuttgart nach München gewechselte Giovane Élber einen Treffer gegen seinen Ex-Klub beisteuerte und somit dem Rekordmeister durch den 2:0-Sieg im Finale den ersten Saisontitel und den ersten Ligapokal-Titel überhaupt sicherte.
Nachdem Bayern München in den drei darauf folgenden Jahren den Wettbewerb ebenfalls für sich entschied, verhinderte Hertha BSC 2001 den fünften Ligapokalerfolg der Bayern, als man den Titelverteidiger und frisch gebackenen Champions-League-Sieger im Halbfinale mit 1:0 besiegte und damit für die erste Niederlage der Münchener im Ligapokal-Wettbewerb überhaupt sorgte. Hertha BSC gewann schließlich auch das Endspiel gegen Pokalsieger FC Schalke 04 mit 4:1 und sicherte sich damit seinen ersten Titel seit 1931. Auch 2002 lautete die Finalpaarung Hertha BSC gegen Schalke 04, und erneut setzten sich die Berliner mit 4:1 durch und verteidigten den Titel.

### Reformideen, Kritik und Abschaffung
Immer wieder wurde über den Sinn des Ligapokals in seiner Form zwischen 1997 und 2007 debattiert. Im Mai 2003 wurde darüber diskutiert, ob man ab der Saison 2004/05 einen Ligapokal mit 32 Teams (18 Erstligisten und 14 Zweitligisten) austragen sollte. Gespielt werden sollte in den Monaten Juli (mit Hin- und Rückspiel), Dezember (von da an nur noch K.o.-Runden), Januar, März und April (Finale). Damals wurde überlegt, dem Sieger einen Startplatz für den UEFA Intertoto Cup oder den UEFA Cup einzuräumen.
Nachdem zu den Vorrundenspielen 2006 nur 23.195 und zu den Halbfinalspielen nur 27.650 bzw. 40.000 Zuschauer den Weg in die Stadien fanden, kritisierte Karl-Heinz Rummenigge das geringe Zuschauerinteresse am Ligapokal. Rummenigge schlug auch eine Verlegung des Ligapokals nach Asien vor, um den FC Bayern München und die gesamte Bundesliga dort besser vermarkten zu können. Auch eine Aufstockung auf 16 Vereine und eine Ausrichtung des Wettbewerbs parallel zur Bundesliga wurde angedacht, die allerdings wegen des Vertrags mit Namenssponsor Premiere erst 2008 hätte umgesetzt werden können.
Im Jahr 2007 wurde die Idee vorgetragen, den Wettbewerb ab der Saison 2008/09 neu gestaltet im Winter stattfinden zu lassen. Denkmodelle waren ein Turnier mit 16 (nur Erstligisten) oder 36 Teams (alle Erst- und Zweitligisten) und ein internationaler Startplatz (UEFA-Cup) für den Sieger. Geplant war es, das Endspiel am zweiten Weihnachtstag stattfinden zu lassen. Die Pläne zu einer Ausweitung des Ligapokals ab der Saison 2008 auf 16 Vereine und eine Spieldauer, die die gesamte Sommerpause umfasst, stießen beim DFB und bei den Zweitligavereinen auf Kritik. Der DFB befürchtete eine Entwertung des DFB-Pokals, während die Zweitliga-Clubs eine Ausweitung auf alle Profivereine forderten. Im Herbst 2007 kündigte DFL-Präsident Reinhard Rauball an, den Wettbewerb vor allem aus Termingründen im Sommer 2008 nicht auszutragen. Weitere Gründe waren, dass einerseits der Drei-Jahres-Vertrag mit dem bisherigen Namensgeber und Sponsor Premiere 2008 ausgelaufen war und andererseits die DFL eine Grundsatzentscheidung darüber treffen wollte, ob der Wettbewerb generell abgeschafft oder in einem neuen Modus ab 2009 wieder ausgetragen werden sollte.
Im Jahr 2008 wurde der Ligapokal, neben einer Aufstockung der Bundesliga auf 20 Vereine, als mögliche Geldquelle in Betracht gezogen. In einer Umfrage des „Kicker“ stimmten damals 18 der 36 Profiklubs für die Aufstockung, 24 waren für den Ligapokal. Vier Klubs gaben an, nur eine von beiden Möglichkeiten mittragen zu wollen. Im September 2008 waren die Manager der Ersten und Zweiten Bundesliga mehrheitlich für die Wiedereinführung des Ligapokals. Die Form des neuen Formats wurde allerdings nie konkret. Laut Holger Hieronymus existierte lediglich ein „Denkmodell“, nach dem alle Profiklubs am Wettbewerb teilnehmen sollen. Dieser sollte nach einer Setzliste, die die Abschlusstabelle der Vorsaison widerspiegeln sollte, ausgetragen werden. So sollten in der ersten Runde die 20 „schlechtesten“ Teams gegeneinander spielen. In der zweiten Runde wären es die zehn Sieger auf die zehn höher eingestuften Mannschaften getroffen. Erst in der dritten Runde wären die international vertretenen Klubs eingestiegen. Insgesamt sollte der Ligapokal in sechs Runden ausgespielt werden. Im Gespräch war zudem ein „Supercup“ zwischen dem Meister und dem Ligapokal-Sieger. Ein etwaiger Startplatz im UEFA-Cup war für den Gewinner des Ligapokals allerdings nicht vorgesehen.
Zudem gab es das Modell der Firma Sportfive, das einen Ligapokal mit sieben Runden vorsah. Auch dieses Modell sollte auf einer Setzliste von 1-36 beruhen. Die ersten beiden Runden hätten im Juli stattgefunden, während in Runde 1 die zwölf schlechtesten Zweitligisten aufeinander getroffen wären. Die sechs Sieger wären in Runde 2 auf die sechs besten Zweitligisten getroffen. Im Januar wären Sieger aus der zweiten Runde in Runde 3 auf die zehn schlechtesten Bundesligisten getroffen. Die acht siegreichen Teams wären im Achtelfinale schließlich auf die Europapokal-Teilnehmer gestoßen. Das Finale war, ebenfalls im Januar, in Leipzig geplant. Zudem war noch ein Spiel des Ligapokal-Siegers gegen den Fünften der Bundesliga um einen UEFA-Cup-Startplatz angedacht. Im gleichen Jahr wurde beschlossen, den Ligapokal auch für 2009 auszusetzen.
Auch im Mai 2010 gab es erneut Diskussionen über Aufstockung der Bundesligen und die Wiedereinführung des Ligapokals. Jedoch wurden beide Ideen nicht umgesetzt.
Zuletzt hatte Klaus Allofs im Februar 2016 einen Ligapokal-Wettbewerb ins Gespräch gebracht, um auf den englischen TV-Milliarden-Vertrag zu reagieren. Zudem forderte er eine weitere Öffnung der Vereine und der DFL. Des Weiteren brachte er eine Reform des Supercups ein.

### Inoffizielle Nachfolgewettbewerbe
Nachdem der Ligapokal 2008 abgesagt wurde, beschlossen die Vereinsvorstände von Bayern München und Borussia Dortmund (Meister und Pokalfinalist aus der Vorsaison), stattdessen den Supercup wiederzubeleben. Der Antrag auf die Ausrichtung dieses Spieles wurde allerdings von der DFL abgelehnt. Deshalb fand der Supercup 2008 nur im inoffiziellen Rahmen als T-Home-Supercup statt, Dortmund gewann 2:1. Auch 2009 fand der Ligapokal nicht statt, da die DFL vor einer Reform des Ligapokals erst eine eventuelle Aufstockung der Ersten und Zweiten Bundesliga abklären wollte. Nach Vereinbarung zwischen Meister VfL Wolfsburg und Pokalsieger Werder Bremen wurde deshalb wieder der Supercup in einer Partie in der Wolfsburger Volkswagen Arena um den Volkswagen SuperCup ausgetragen. Bremen gewann mit 2:1. Seit 2010 wird der DFL-Supercup auch wieder offiziell ausgetragen.
Ebenfalls 2009 wurde vor dem Saisonstart erstmals der Telekom Cup (2009 noch als T-Home Cup, 2010–2012 als LIGAtotal!-Cup), ein inoffizielles Einladungsturnier mit vier Mannschaften (ähnlich dem Fuji-Cup vor 1997) unter Sponsoring der Deutschen Telekom, ausgetragen, der seitdem jährlich stattfindet. Im Unterschied zum Ligapokal entscheidet hier nur teilweise die Platzierung in der abgelaufenen Bundesligasaison über die Teilnahme und auch die Spielzeit beträgt nur jeweils zweimal 30 Minuten bzw. einmal 45 Minuten (seit 2015). Trotzdem werden die Turniere in den Medien häufig als Ligapokal(-nachfolger) bezeichnet.

## Modus
Am Ligapokal nahmen sechs Mannschaften teil: Die fünf besten Teams der letzten Bundesliga-Saison, sowie der amtierende DFB-Pokalsieger. Befand sich der Pokalsieger unter den ersten Fünf der Abschlusstabelle, nahm auch der Sechste teil. Mannschaften, die im UI-Cup antraten, durften in den letzten Jahren auch am Ligapokal teilnehmen.
2007 nahm der Meister der 2. Bundesliga am Premiere Ligapokal teil. Dadurch entfiel der Platz für den Fünften der ersten Liga.
Gespielt wurde im K.-o.-System mit zwei Vorrundenspielen, zwei Halbfinalspielen und einem Endspiel. Meister und Pokalsieger griffen erst im Halbfinale ein. War der DFB-Pokalsieger auch Meister, rückte an dessen Stelle der Vizemeister der Vorsaison. Im Falle des Gleichstands nach Ablauf der regulären Spielzeit kam es ohne Verlängerung unmittelbar zum Elfmeterschießen.

## Endspiele im Überblick
| Saison                                 | Spielort                            | Sieger            | Ergebnis | Finalist                 |
| -------------------------------------- | ----------------------------------- | ----------------- | -------- | ------------------------ |
| DFB-Ligapokal                          |                                     |                   |          |                          |
| 1972/73                                | Volksparkstadion Hamburg            | Hamburger SV      | 4:0      | Borussia Mönchengladbach |
| Von 1973/74 bis 1996 keine Austragung. |                                     |                   |          |                          |
| 1997                                   | Ulrich-Haberland-Stadion Leverkusen | FC Bayern München | 2:0      | VfB Stuttgart            |
| 1998                                   | BayArena Leverkusen                 | FC Bayern München | 4:0      | VfB Stuttgart            |
| 1999                                   | BayArena Leverkusen                 | FC Bayern München | 2:1      | Werder Bremen            |
| 2000                                   | BayArena Leverkusen                 | FC Bayern München | 5:1      | Hertha BSC               |
| 2001                                   | Carl-Benz-Stadion Mannheim          | Hertha BSC        | 4:1      | FC Schalke 04            |
| 2002                                   | Ruhrstadion Bochum                  | Hertha BSC        | 4:1      | FC Schalke 04            |
| 2003                                   | Bruchwegstadion Mainz               | Hamburger SV      | 4:2      | Borussia Dortmund        |
| 2004                                   | Bruchwegstadion Mainz               | FC Bayern München | 3:2      | Werder Bremen            |
| DFL-Ligapokal                          |                                     |                   |          |                          |
| 2005                                   | Zentralstadion Leipzig              | FC Schalke 04     | 1:0      | VfB Stuttgart            |
| 2006                                   | Zentralstadion Leipzig              | Werder Bremen     | 2:0      | FC Bayern München        |
| 2007                                   | Zentralstadion Leipzig              | FC Bayern München | 1:0      | FC Schalke 04            |

## Statistik

### Ranglisten
| Rang | Verein                   | Siege | Jahr                               | 2. Platz |
| ---- | ------------------------ | ----- | ---------------------------------- | -------- |
| 1    | FC Bayern München        | 6     | 1997, 1998, 1999, 2000, 2004, 2007 | 1        |
| 2    | Hertha BSC               | 2     | 2001, 2002                         | 1        |
| 3    | Hamburger SV             | 2     | 1973, 2003                         | –        |
| 4    | FC Schalke 04            | 1     | 2005                               | 3        |
| 5    | Werder Bremen            | 1     | 2006                               | 2        |
| 6    | VfB Stuttgart            | –     | –                                  | 3        |
| 7    | Borussia Mönchengladbach | –     | –                                  | 1        |
| 7    | Borussia Dortmund        | –     | –                                  | 1        |

| Verein                   | Teiln. gesamt | Teiln. seit 1997 |
| ------------------------ | ------------- | ---------------- |
| FC Bayern München        | 12            | 11               |
| Bayer 04 Leverkusen      | 10            | 9                |
| Hertha BSC               | 8             | 7                |
| FC Schalke 04            | 7             | 6                |
| Werder Bremen            | 7             | 6                |
| VfB Stuttgart            | 7             | 6                |
| Borussia Dortmund        | 6             | 5                |
| 1. FC Kaiserslautern     | 4             | 3                |
| Hamburger SV             | 4             | 3                |
| VfL Bochum               | 4             | 3                |
| Karlsruher SC            | 3             | 2                |
| MSV Duisburg             | 2             | 1                |
| TSV 1860 München         | 2             | 1                |
| 1. FC Nürnberg           | 1             | 1                |
| Hansa Rostock            | 1             | 1                |
| SC Freiburg              | 1             | 1                |
| 1. FC Köln               | 1             | 0                |
| 1. FSV Mainz 05          | 1             | 0                |
| Arminia Bielefeld        | 1             | 0                |
| Schwarz-Weiß Essen       | 1             | 0                |
| FC Bayern Hof            | 1             | 0                |
| FC St. Pauli             | 1             | 0                |
| KSV Hessen Kassel        | 1             | 0                |
| SC Fortuna Köln          | 1             | 0                |
| Rot-Weiss Essen          | 1             | 0                |
| Rot-Weiß Oberhausen      | 1             | 0                |
| Wacker 04 Berlin         | 1             | 0                |
| Eintracht Frankfurt      | 1             | 0                |
| Eintracht Gelsenkirchen  | 1             | 0                |
| SpVgg Erkenschwick       | 1             | 0                |
| Hannover 96              | 1             | 0                |
| Eintracht Braunschweig   | 1             | 0                |
| Fortuna Düsseldorf       | 1             | 0                |
| Borussia Neunkirchen     | 1             | 0                |
| VfL Osnabrück            | 1             | 0                |
| Borussia Mönchengladbach | 1             | 0                |

### Rekorde (1997–2007)
| Rang | Spieler            | Verein                                               | Spiele |
| ---- | ------------------ | ---------------------------------------------------- | ------ |
| 1    | Hasan Salihamidžić | FC Bayern München                                    | 14     |
| 2    | Stefan Beinlich    | Bayer 04 Leverkusen Hertha BSC Hamburger SV          | 13     |
| 2    | Oliver Kahn        | FC Bayern München                                    | 13     |
| 4    | Sebastian Deisler  | Hertha BSC FC Bayern München                         | 11     |
| 4    | Torsten Frings     | Werder Bremen FC Bayern München Borussia Dortmund    | 11     |
| 6    | Michael Hartmann   | Hertha BSC                                           | 10     |
| 6    | Andreas Neuendorf  | Hertha BSC Bayer Leverkusen                          | 10     |
| 6    | Michael Tarnat     | FC Bayern München                                    | 10     |
| 6    | Jurica Vranješ     | Bayer Leverkusen VfB Stuttgart Werder Bremen         | 10     |
| 10   | Gerald Asamoah     | FC Schalke 04                                        | 9      |
| 10   | Frank Baumann      | Werder Bremen                                        | 9      |
| 10   | Fredi Bobic        | VfB Stuttgart Borussia Dortmund Hertha BSC           | 9      |
| 10   | Thorsten Fink      | FC Bayern München                                    | 9      |
| 10   | Gábor Király       | Hertha BSC                                           | 9      |
| 10   | Miroslav Klose     | 1. FC Kaiserslautern Werder Bremen FC Bayern München | 9      |
| 10   | Lars Ricken        | Borussia Dortmund                                    | 9      |
| 10   | Andreas Schmidt    | Hertha BSC                                           | 9      |
| 10   | Mehmet Scholl      | FC Bayern München                                    | 9      |
| 10   | Zvonimir Soldo     | VfB Stuttgart                                        | 9      |

| Rang | Spieler           | Verein                                                  | Tore |
| ---- | ----------------- | ------------------------------------------------------- | ---- |
| 1    | Giovane Élber     | FC Bayern München                                       | 8    |
| 2    | Ulf Kirsten       | Bayer 04 Leverkusen                                     | 5    |
| 2    | Alex Alves        | Hertha BSC                                              | 5    |
| 2    | Ivan Klasnić      | Werder Bremen                                           | 5    |
| 2    | Marcelinho        | Hertha BSC                                              | 5    |
| 6    | Michael Ballack   | FC Bayern München                                       | 4    |
| 6    | Stefan Beinlich   | Bayer 04 Leverkusen (2) Hertha BSC (1) Hamburger SV (1) | 4    |
| 6    | Fredi Bobic       | VfB Stuttgart (1) Borussia Dortmund (2) Hertha BSC (1)  | 4    |
| 9    | Victor Agali      | FC Schalke 04                                           | 3    |
| 9    | Sebastian Deisler | Hertha BSC (1) FC Bayern München (2)                    | 3    |
| 9    | Carsten Jancker   | FC Bayern München                                       | 3    |
| 9    | Michael Preetz    | Hertha BSC                                              | 3    |
| 9    | Franck Ribéry     | FC Bayern München                                       | 3    |
| 9    | Alexander Zickler | FC Bayern München                                       | 3    |

## Austragungsorte

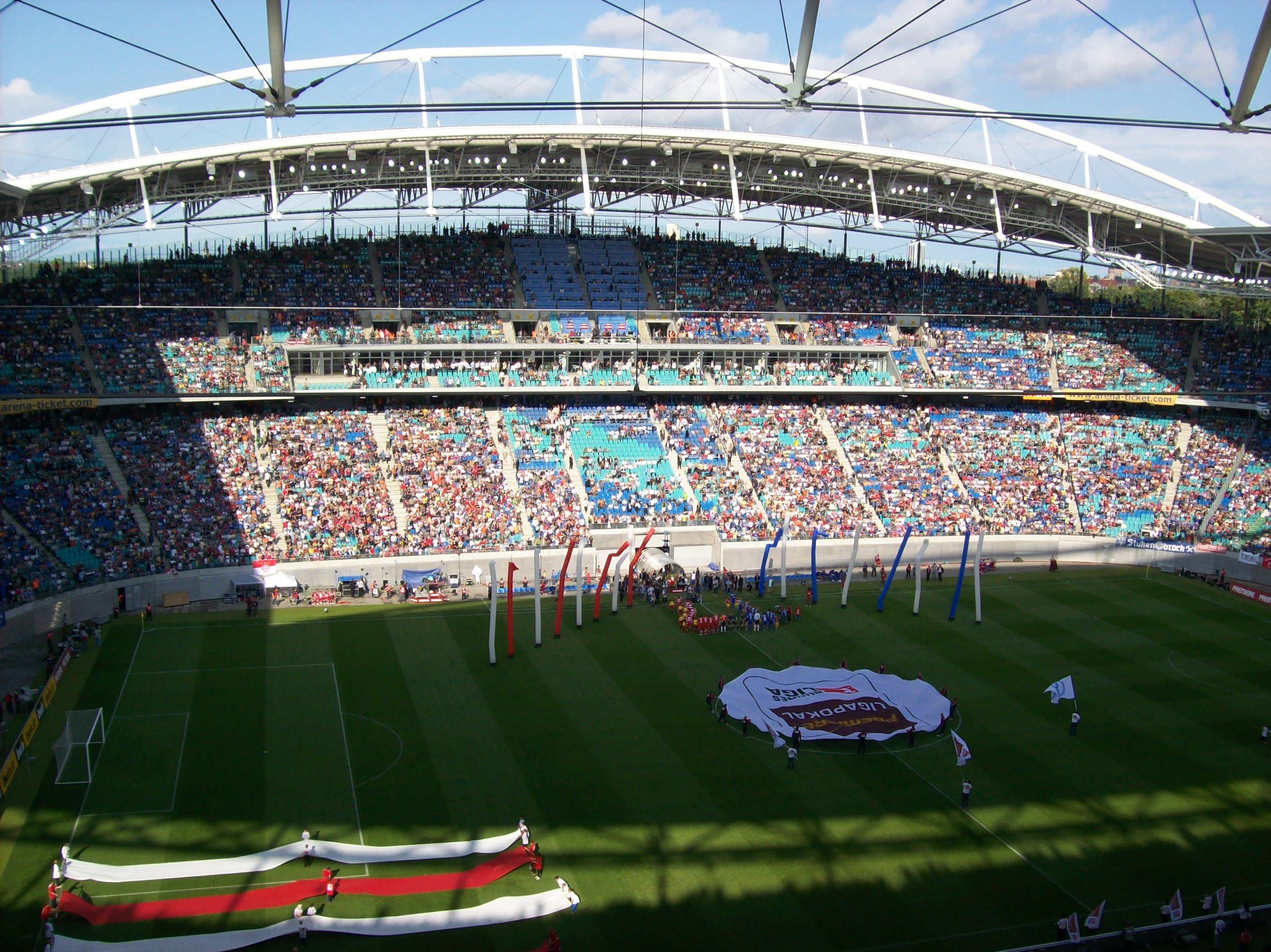
Zentralstadion Leipzig vor dem Finale 2007

Austragungsorte waren zunächst meist Stadien traditionsreicher Fußballvereine, die lediglich in der dritten Spielklasse oder tiefer spielten (beispielsweise Aalen, Aue, Dessau, Jena, Koblenz oder Osnabrück). Das Endspiel wurde meist in einem Zweitliga- oder kleinerem Erstligastadion ausgetragen.
Von 2005 an fanden jeweils die beiden Vorrundenspiele in der damaligen Düsseldorfer LTU arena, die beiden Halbfinalspiele in den jeweiligen Heimstadien des Deutschen Meisters beziehungsweise Pokalsiegers (bzw. des Pokalfinalverlierers, falls Meister und Pokalsieger identisch waren) und das Finale im Leipziger Zentralstadion statt.

## Trophäe

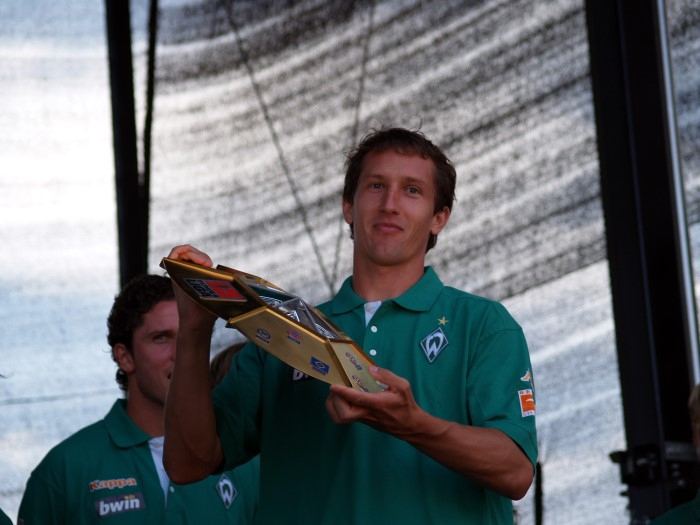
Frank Baumann mit der Trophäe (2006)

Der Sieger des Wettbewerbs bekam im Anschluss an das Finale auch als Siegertrophäe den Ligapokal überreicht. Die mit Wiedereinführung des Wettbewerbs 1997 durch das Schmuckatelier Tom Munsteiner in Stipshausen im Hunsrück geschaffene Trophäe ist als Sechseck angelegt, welches in stilisierter Form die Unterteilung eines Fußballs darstellt. Die sich in der Mitte des zehn Kilogramm schweren Pokals befindenden sechs brasilianischen Bergkristalle symbolisieren die sechs Mannschaften, die den Wettbewerb untereinander ausspielen. Auf dem äußeren um die Bergkristalle herum gruppierten Rand befinden sich die Namen und Vereinswappen der siegreichen Mannschaften, sowie das Logo der Fußball-Bundesliga.